# محمد بدیع تونی
رشید خان معروف به محمد بدیع تونی از نثرنویسان قرن دوازدهم هجری که در خدمت محمد داراشکوه شغل دیوانی داشته‌است و بنا به نوشته محمدتقی بهار لطایف الاخبار از اوست.

## آثار
- لطایف الاخبار:

این کتاب دارای ۳۶۰ صفحه ۱۷ سطری است و هر سطر دارای ۱۵ الی ۱۸ کلمه به خط ریزه قطع خشتی و نسخهٔ آن در ۱۱۳۰ هجری تحریر شده‌است و در ذیل نسخه نوشته شده‌است که: مؤلف این واقعه بدیع‌الزمان مخاطب به رشیدخان عالمگیری دیوان خالصه شریفه، باید شخص رشیدخان معروف به محمد بدیع تونی باشد که در موقع محاصره قندهار در خدمت داراشکوه شغل دیوانی داشته‌است،
در این کتاب از روحیات مردم هند اعم از اعیان، سیاسیون، شرحی دقیق ذکر کرده و دقایق حالات و افکار شاهزادگان دهلی را شرح داده‌است، و از سستی و ضعف آن جماعت حکایت‌ها کرده‌است.
نسخه‌ای از لطایف‌الاخبار در موزه بریتانیا نگهداری می‌شود.